# Тимпан
Тимпáн (от италианското timpano, букв. „барабан“) е музикален перкусионен инструмент от групата на мембранофонните инструменти.
Тъй като в музиката не се използват по-малко от два тимпана, то думата се налага в музикалната терминология само в множествено число – тимпани.

## Историческо развитие и употреба
Тимпаните са едни от основните ударни инструменти в симфоничния оркестър, заимствани от фолклорната музика за нуждите на военните (маршови) оркестри. Тимпаните попадат в симфоничния оркестър именно под влияние на употребата им във военната практика. До началото на 20 век употребата им се асоциира с класическата оркестрова музика.
В днешно време тимпаните се използват в класическата музика като:
- солов инструмент (соло пиеси или с акомпанимент на пиано)
- камерен (като част от перкусионните ансамбли)
- оркестров инструмент (симфонични, оперни и духови оркестри)

В маршовата музика:
- от маршови, парадни и военни оркестри

В популярната музика:
- от джаз и рок групи, експериментиращи със звука.

## Устройство
Състоят се от полусферична част, наречена кубé (най-често изработено от мед, алуминий, сплави или фибростъкло), кожа, обръч и настройващ механизъм (като видът му зависи от модела на инструментите).
Броят на тимпаните варира от 2 до 6 (или повече в зависимост от произведението и предпочитанията на композитора). Най-често срещаният комплект е от 4 тимпана, които съответно се наричат „голям“ с диаметър 80 cm, „среден“ – 75 cm, „малък“ – 66 cm и „пиколо“ – 61 cm.

## Кожи за тимпани
Кожите за тимпани са два вида естествени (животински) и изкуствени (пластмасови) кожи.

### Естествени кожи
Използват се телешки кожи. След като се махне външният слой, кожата се изсушава и се обработва на специална кожарска машина. Използва се кожа от гърба на животното, тъй като може да се вземе най-широк участък от нея, а и е най-дебела и здрава. След обработката кожата се завива около дървен обръч, подобен на металния на самия тимпан (който я притиска). Това се е наложило като практика, за да улесни пренасянето (смяната на една кожа с нова). Обикновено там, където е гръбначният стълб на животното, се получава нещо като черта, където кожата е по-твърда и не издава добър звук, затова и този участък се слага в центъра, тъй като обикновено точно в центъра на тимпаните не се удря.
Макар естествените кожи да са се наложили като употреба години наред, откакто съществуват тимпаните, те имат и своите недостатъци.
Естествените кожи, предвид произхода и същността си, са силно хигроскопични (поемат влагата). Влияят се от влажността на въздуха, което променя тона на всеки един от тимпаните. Ако те са били настроени преди концерт да звучат по един начин, то след като влезе публиката, от дишането въздухъта се спарва и кожата се овлажнява. Поради това тимпаните могат да детонират от четвърт тон до разлики от 3-4 тона. Ако концертната зала има прозорци и по време на концерта те бъдат отворени, от рязката промяна със студен въздух звукът на тимпаните също може да се промени.
Друг проблем е, че когато тимпаните бъдат туширани по време на свирене, от влажността на ръцете желаният тон, който предварително е бил настроен, може също да се промени.
Естествените кожи се предпочитат обикновено заради техния мек топъл звук и специфичен тембър.

### Изкуствени кожи
Наречени са още пластикови кожи. Изработват се от синтетични материали, предимно от PET филм (Polyethylene Terephthalate) термопластичен полимер от групата на полиестерите. Той е по-популярен в музикантските среди като милър или мелинекс.
През 1958 г. този материал бива открит като подходящ за употреба в музикалната индустрия. Не след дълго американецът Ремо Бели го възприема като много иновативен и започва масовото производство на кожи в своята компания за кожи на барабани. Ремо налага нов стандарт в производството и употребата им, като дълги години неговата фирма „Ремо“ е монополист в бранша.
Настъпва истински бум с пластиковите кожи, те се налагат като стандарт при комплекта барабани и масово започват да се подменят кожите на много мембранофонни инструменти. Експриментира се дори с етно-инструменти, където ползването на естествена кожа е част от същността на инструмента като звук. Тази вълна не подминава и тимпаните.
В днешно време изкуствените (пластикови) кожи са предпочитани от повечето тимпанисти заради тяхната устойчивост на влага, здравина и отзвучаване. Единственият им недостатък е, че имат „сух звук“ в сравнение с естествените.
Произвеждат се в два варианта – единични и двуслойни, като дебелината варира от 0,05 до 0,25 mm.

## Техника на звукоизвличане
Настройването става по различни начини в зависимост от устройството и механизма на тимпаните. С винтове (така както е при повечето барабани), с общ винт, с лост за настройване, с верига или метална корда над обръча на кожата, със завъртане на обръча или корпуса на тимпана около основата му, с педал.
Тимпанистите могат да получат различни по нюанс тонове, като използват палки с различни накрайници. Най-често тези накрайници са изработени от филц, кече или фланелена основа и в много редки случаи от дърво, за дръжките на палките се използва бамбук.

## Нотиране
Произведенията за тимпани и оркестровите щимове се изписват на /F/ басов ключ.